# Neiafu
Neiafu – miasto na Tonga; na wyspie Vavaʻu. Według danych oficjalnych na dzień 30 listopada 2011 roku liczyło 4051 mieszkańców.